# Avenida Gobernador Luis Curiel
La Avenida Gobernador Luis del Carmen Curiel es una de las principales avenidas de la ciudad de Guadalajara, Jalisco, México. La avenida es la continuación, al sur del Parque Agua Azul de la Calzada Independencia e incluyendo su prolongación corre hasta un punto menos de un kilómetro del Anillo Periférico Sur, llegando a la Calzada de los Artesanos.
La Avenida sirve como ruta de la línea 1 del sistema BRT de Guadalajara, Mi Macro Calzada.
Existen varios medios que de forma ignorante mencionan que el nombre es "Gobernador Luís Gonzalo Curiel" en honor a Gonzalo Curiel Barba, quien era compositor y nunca fue gobernador ni se llamaba Luís. Esta avenida debe su nombre al general Luis del Carmen Curiel, gobernador de Jalisco en varias ocasiones desde 1890 a 1903.